# Celaetycheus delesserti
Celaetycheus delesserti är en spindelart som beskrevs av Lodovico di Caporiacco 1947. Celaetycheus delesserti ingår i släktet Celaetycheus och familjen Ctenidae.
Artens utbredningsområde är Guyana. Inga underarter finns listade i Catalogue of Life.